# Rachel Imison
Rachel Anne Imison (Palmerston North, 16 de diciembre de 1978) es una exjugadora australiana de hockey sobre césped.

## Trayectoria
Imison tuvo su debut olímpico en Sídney 2000. En el juego olímpico derrotó en la final a Argentina y obtuvo la medalla de oro.